# Takehisa Kosugi
Pour les articles homonymes, voir Kosugi.
Takehisa Kosugi (小杉 武久, Kosugi Takehisa), né le 14 mars 1938 à Tokyo et mort à Ashiya le 12 octobre 2018, est un compositeur et violoniste japonais associé au mouvement Fluxus.

## Biographie
Takehisa Kosugi étudie la musicologie à l'université des arts de Tokyo dont il est diplômé en 1962.
Il est probablement surtout connu pour la musique expérimentale qu'il créée de 1960 à 1975, d'abord dans les années 1960 avec l'ensemble de sept membres du Groupe Ongaku (グループ·音楽, « groupe de musique ») basé à Tokyo et par la suite en tant qu'artiste solo et avec l'octuor itinérant Taj Mahal Travellers (en) (1969-1975). Le principal instrument de Takehisa Kosugi est le violon, dont il envoie le son à travers différents chambres d'écho et d'effets pour créer une musique bizarre faites de secousses, tout à fait en désaccord avec les bourdons d'autres artistes plus connus de Fluxus comme Tony Conrad, John Cale et Henry Flynt.
En 1963 Takehisa Kosugi compose pour Fluxus 1 une pièce intitulée Musique de théâtre sous la forme d'un rectangle de carton portant la trace d'une spirale de pieds en mouvement avec l'instruction : « Continuez à marcher attentivement ».
De 1985 à 2012, Takehisa Kosugi est directeur musical de la compagnie de danse Merce Cunningham et vit à Osaka, au Japon. Sa carrière au sein du Groupe 1960 Ongaku est largement expliquée dans l'essai de 32 pages « expérimental Japon » qui figure dans le livre Japrocksampler (en) (Bloomsbury, 2007), écrit par l'auteur / musicien / occultiste Julian Cope . Le livre propose également une biographie détaillée de 12 pages du Taj Mahal Travellers de Kosugi, dont Julian Cope décrit la musique comme un « rappel du gréement grinçant de la Mary Céleste sans pilote ». Selon Cope, le plus beau travail de Kosugi est l'album solo Catch-wave paru en 1975 chez (CBS/Sony).
Takehisa Kosugi a reçu des subventions du 3e Fonds JDR en 1966 et 1977. Il a également reçu en 1981 une subvention de bourse DAAD pour résider à Berlin.
Il reçoit en 1994 un prix musical John Cage de la « Fondation pour les arts scéniques contemporains ».

## Pièces
- 1961 : Anima 1
- 1961 : Micro 1
- 1962 : Organic Music
- 1962 : Anima 2
- 1962 : Chironomy 1
- 1962 : Ear Drum Event
- 1962 : South no 1
- 1963 : Theater Music
- 1963 : Malika 5
- 1964 : To W
- 1964 : South no 2
- 1964 : Anima 7
- 1965 : South no 3
- 1965 : Tender Music
- 1965 : Film & Film no 4
- 1965 : Instrumental Music
- 1966 : Piano
- 1966 : Music G
- 1967 : Éclipse
- 1967 : Catch-Wave
- 1971 : South no 5
- 1971 : Catch-Wave '71
- '1972 : Piano-Wave-Mix
- 1972 : Heterodyne
- 1974 : Wave Code #e-1
- 1976 : Numbers/Tones
- 1976 : S. E. Wave/E. W. Song
- 1979 : South no 8
- 1979 : Interspersion
- 1980 : Untitled Piece
- 1980 : Interspection for 54 Sounds
- 1981 : Cycles
- 1981 : : Cycles for 7 Sounds
- 1982 : The Fly
- 1983 : Walking
- 1983 : Intersection
- 1984 : Spacings
- 1984 : Melodies
- 1986 : Assemblage
- 1987 : +-
- 1987 : 75 Letters and Improvisation
- 1987 : Rhapsody
- 1988 : Loops no 1, no 2
- 1989 : Spectra
- 1989 : Violin Improvisations CD
- 1990 : Module
- 1991 : Streams
- 1991 : Modulation
- 1991 : Islands
- 1992 : Reflections
- 1992 : Metal Interspersion
- 1993 : Transfigurations
- 1993 : Streams
- 1993 : Zoom
- 1994 : Streams no 2
- 1996 : Imitated Summer
- 1996 : Illuminated Summer
- 1997 : Tetrafeed
- 1997 : Wave Code A-Z

## Performances en festival
- Festival d'Automne (Paris, 1978, 1979)
- The Festival at La Sainte-Baume (1978, 1979, 1980)
- The Holland Festival (1979)
- Opening Concert (Rome, 1980)
- Workshop Freie Musik (Berlin, 1984)
- Pro Musica Nova (Brème, 1984)
- Almeida International Festival of Contemporary Music (Londres, 1986)
- Welt Musik Tage `87 (Cologne, 1987)
- Experimentelle Musik (Munich, 1986, 1988)
- Inventionen (Berlin, 1986, 1989, 1992)
- Biennale d'art contemporain (Lyon, 1993)

## Installations sonores
- (de) Für Augen und Ohren (Berlin, 1980)
- Écouter par les yeux (Paris, 1980)
- (en) Soundings at Purchase (New York, 1981)
- (en) New Music America Festival (Washington, 1983)
- (de) Im Toten Winken (Hambourg, 1984)
- (de) Klanginstallationen (Brême, 1987)
- (de) Kunst als Grenzbeschreitung: John Cage und die Moderne (Munich, 1991)
- (de) Iventionen (Berlin, 1992)
- (de) Musik Tage (Donaueschingen, 1993)